# Havarti
Le havarti, ou havarti crémeux (danois : Flødehavarti), est un fromage au lait de vache à pâte pressée non cuite. Il est originaire du Danemark.
L'Havarti trouve ses origines dans la ferme expérimentale Havarthigaard exploitée par Hanne Nielsen à Øverød au nord de Copenhague au milieu du XIXe siècle. L'Havarti est fabriqué en mélangeant de la présure au lait dans le but de le faire cailler. Les grains ainsi obtenus sont pressés dans des moules à fromage, drainés et vieillis. Les grains du fromage sont lavés avant d'être pressés, ce qui lui donne son goût légèrement différent des autres fromages fabriqués selon des méthodes semblables.